# 422-й военный госпиталь
422-й военный госпиталь Министерства обороны Российской Федерации — базовый госпиталь, обслуживающий военнослужащих Нижегородской, Владимирской, Костромской, Ярославской, Ивановской областей.

## История
В 1925 году, на базе Нижегородского местного военного лазарета, создан 401 Нижегородский военный госпиталь на 300 коек.
В 1939 году, во время польской и финской кампаний, госпиталь развёртывается до 600 коек.
В период Великой Отечественной войны 401 СЭГ находится в составе МЭП-41.

В 1943 году госпиталь стал гарнизонным и начал обслуживать больных только из местных войсковых частей.
C августа 1945 г. до мая 1946 г. и с июня 1946 г. до мая 1953 г.) госпиталь становился Окружным с ёмкостью 400 коек.
С 1 июля 1953 года передислоцирован в комплекс в зданий расформированного Штаба Горьковского военного округа.
В соответствие с приказом МОРФ № 680 от 19.09.2014 г., распоряжением НГШ ВС РФ от 19.08.2014 г. № 314/6/4339, приказа начальника ФГКУ «1586 ВКГ» МО РФ № 170 от 20.09.2014 г. «О переводе госпиталя на новый штат и формировании 416 ВГ и 422 ВГ», приказов начальника ФГКУ «1586 ВКГ» МО РФ № 172 от 2.10.2014 г. и № 178 от 2.10.2014 г. проведены организационно-штатные мероприятия, в результате которых образовано ФГКУ" 422 ВГ" МО РФ.

## Командование
- Матусов Пётр Михайлович — первый начальник госпиталя

## Филиалы
- Филиал № 1 ФГКУ «422 военный госпиталь» МО РФ (п. Мулино)
- Филиал № 2 ФГКУ «422 ВГ» МО РФ (г. Владимир)
- Филиал № 3 ФГКУ «422 военный госпиталь» МО РФ (г. Кострома)
- Филиал № 4 ФГКУ «422 военный госпиталь» МО РФ (г. Ярославль)
- Филиал № 5 ФГКУ «422 военный госпиталь» МО РФ (г. Иваново)

## Награды
- Звание «Коллектив коммунистического труда» (1963) — За успешное выполнение социалистических обязательств, высокие показатели в лечебно-профилактической работе и успехи в коммунистическом воспитании
- Занесён в Книгу Почёта ордена Ленина Московского Военного округа со вручением диплома и грамоты (1964)[2].